# Rubus gyamdaensis
Rubus gyamdaensis är en rosväxtart som beskrevs av Ling Ti Lu och D. E. Boufford. Rubus gyamdaensis ingår i släktet rubusar, och familjen rosväxter. Utöver nominatformen finns också underarten R. g. glabriusculus.